# 타오기야 타치부

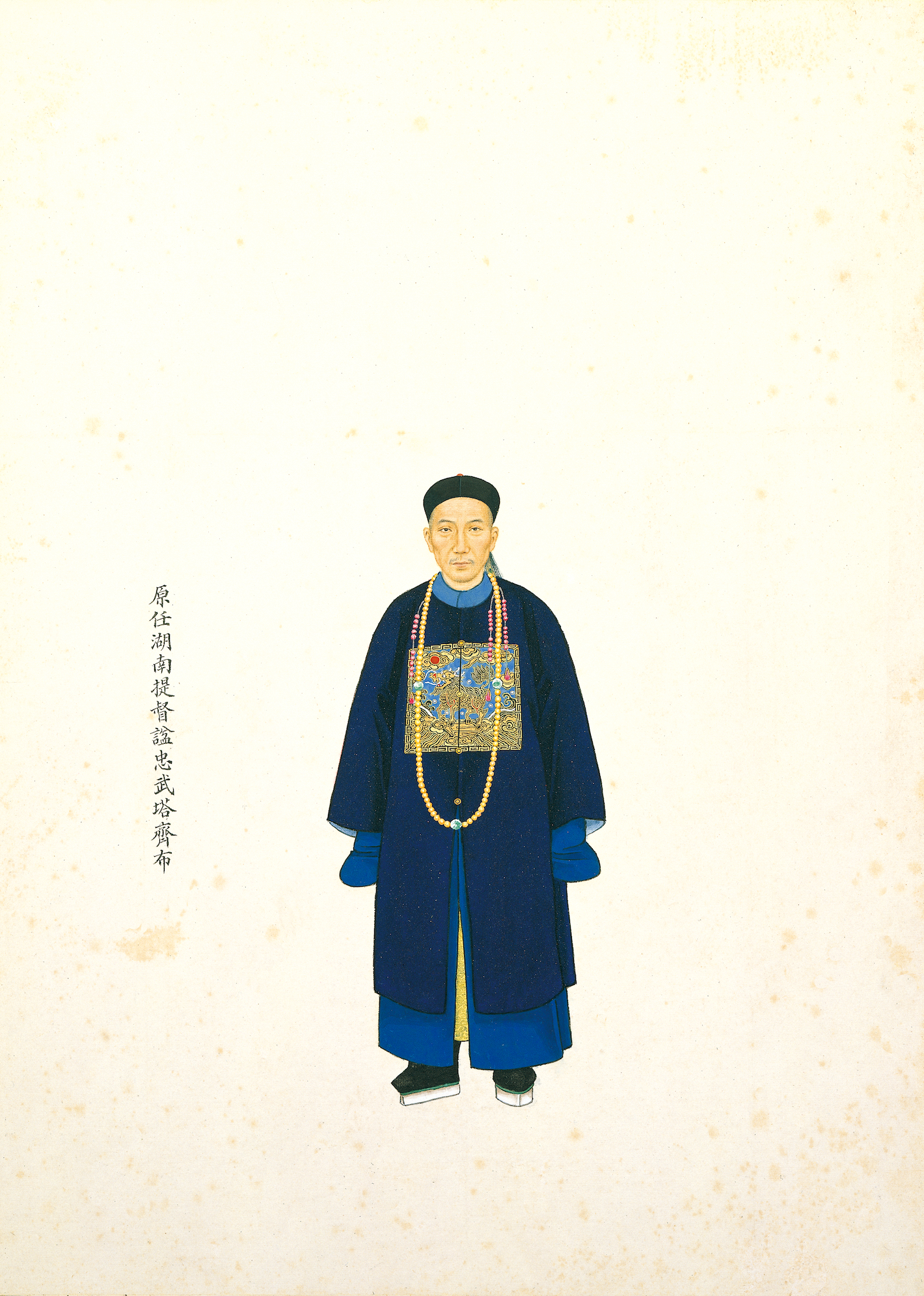
타오기야 타치부

타오기야 타치부(만주어: ᡨᠠᠣᡤᡳᠶᠠ
ᠲᠠᠴᡞᠪᡠ, 한국 한자: 陶佳 塔齊布 도가 탑제포: 1817년-1855년)는 청나라의 군인으로 만주양황기 출신이다.
화기영조창호군탁3등시위(火器営鳥槍護軍擢三等侍衛)로 임명되어 호남성에 파견되었다. 1852년 태평천국군의 공격에서 장사를 방어해낸 공으로 유격장군으로 승진했다.
1854년에는 태평천국군에게 대승, 상담을 탈환했다. 당시 증국번은 정항(靖港)에 고립되어 곤경에 빠져 있었다. 장사 인심이 동요하려 했으나 타치부가 승리하여 민심이 안정되었다. 이 공으로 총병위(総兵銜)가 되었고 바투루 칭호를 받았다. 그 뒤 나택남의 수군과 함께 악주에서 증국번을 다시 구원했다. 8월 무창의 태평천국군이 패주하는데 타치부는 복병을 이용해 이를 섬멸했다. 증국번이 군공을 상주하여 타치부는 호남제독에 임명되었다. 10월에는 나택남과 함께 전가진(田家鎮)을 공격하여 태평천국군의 당정재군을 깨뜨렸다.
1855년 3월, 무창이 다시 태평천국군에게 함락되자 타치부가 지원군을 파견했다. 6월 증국번과 회담하여 강서성의 구강 공격을 계획했지만 7월에 무창 공격 명령을 내렸다. 그 직후 급사했다. 사후 함풍제에 의해 시호 충무(忠武)가 주어졌다.